# Анна Флоріс
Анна Флоріс (італ. Anna Floris; нар. 15 травня 1982) — колишня італійська тенісистка.
Найвищу одиночну позицію світового рейтингу — 129 місце досягла 16 серпня 2010, парну — 213 місце — 9 березня 2009 року.
Здобула 12 одиночних та 16 парних титулів.
Завершила кар'єру 2016 року.

## Фінали ITF
| турніри $100,000 |
| турніри $80,000  |
| турніри $60,000  |
| турніри $25,000  |
| турніри $15,000  |
| турніри $10,000  |

### Одиночний розряд (12–19)
| Результат | Ранг | Дата            | Турнір                     | Покриття   | Суперниця             | Рахунок            |
| --------- | ---- | --------------- | -------------------------- | ---------- | --------------------- | ------------------ |
| Поразка   | 1.   | 10 травня 1999  | Тортоса, Іспанія           | Ґрунт      | Лурдес Домінгес Ліно  | 1–6, 4–6           |
| Поразка   | 2.   | 8 серпня 2001   | Бат (Англія), Англія       | Тверде     | Катерина Сисоєва      | 4–6, 0–6           |
| Поразка   | 3.   | 10 вересня 2001 | Мадрид, Іспанія            | Ґрунт      | Аранча Парра Сантонха | 6–3, 3–6, 0–6      |
| Поразка   | 4.   | 24 вересня 2001 | Льєйда, Іспанія            | Ґрунт      | Ніна Еґґер            | 6–3, 0–6, 4–6      |
| Перемога  | 1.   | 8 жовтня 2001   | Катанія, Італія            | Ґрунт      | Олександра Кравець    | 6–4, 6–3           |
| Перемога  | 2.   | 28 жовтня 2001  | Ель-Мансура, Єгипет        | Ґрунт      | Ольга Калюжная        | 7–6, 6–7, 6–3      |
| Поразка   | 5.   | 24 лютого 2002  | Валі-ду-Лобу, Португалія   | Тверде     | Аранча Парра Сантонха | 0–6, 4–6           |
| Поразка   | 6.   | 11 жовтня 2004  | Кастель-Гандольфо, Італія  | Ґрунт      | Араван Резаї          | 6–3, 2–6, 5–7      |
| Поразка   | 7.   | 31 жовтня 2004  | Куарту-Сант'Елена, Італія  | Ґрунт      | Емілі Стеллато        | 6–2, 3–6, 4–6      |
| Поразка   | 8.   | 20 лютого 2005  | Майорка, Іспанія           | Ґрунт      | Роміна Опранді        | 3–6, 0–6           |
| Перемога  | 3.   | 13 березня 2005 | Неаполь, Італія            | Ґрунт      | Раффаелла Бінді       | 6–2, 6–3           |
| Поразка   | 9.   | 24 квітня 2005  | Валенсія, Іспанія          | Ґрунт      | Стефані Форец         | 3–6, 0–6           |
| Перемога  | 4.   | 3 вересня 2005  | Вітторія, Італія           | Ґрунт      | Карла Суарес Наварро  | 6–4, 7–5           |
| Перемога  | 5.   | 17 жовтня 2005  | Сеттімо-Сан-П'єтро, Італія | Ґрунт      | Регіна Куликова       | 6–4, 4–1 ret.      |
| Поразка   | 10.  | 7 лютого 2006   | Майорка, Іспанія           | Ґрунт      | Тіна Шієхтль          | 3–6, 6–2, 4–6      |
| Перемога  | 6.   | 28 березня 2006 | Рим, Італія                | Ґрунт      | Марина Шамайко        | 6–3, 6–0           |
| Перемога  | 7.   | 21 серпня 2006  | Трекастаньї, Італія        | Тверде     | Регіна Куликова       | 6–7, 6–0, 6–2      |
| Перемога  | 8.   | 5 березня 2007  | Куарту-Сант'Елена, Італія  | Тверде     | Федеріка ді Сарра     | 6–1, 6–4           |
| Поразка   | 11.  | 14 травня 2007  | Гран-Канарія, Іспанія      | Ґрунт      | Карла Суарес Наварро  | 2–6, 2–6           |
| Поразка   | 12.  | 21 серпня 2007  | Трекастаньї, Італія        | Тверде     | Окадауе Тіакі         | 6–7(6–8), 6–7(4–7) |
| Перемога  | 9.   | 27 серпня 2007  | Вітторія, Італія           | Ґрунт      | Аньєзе Цуккіні        | 6–1, 6–4           |
| Перемога  | 10.  | 15 жовтня 2007  | Сеттімо-Сан-П'єтро, Італія | Ґрунт      | Валентіна Сассі       | 7–6(7–2), 6–3      |
| Поразка   | 13.  | 21 січня 2008   | Рексем, Уельс              | Тверде (i) | Олена Куликова        | 4–6, 0–6           |
| Поразка   | 14.  | 1 вересня 2008  | Мартіна-Франка, Італія     | Ґрунт      | Мервана Югич-Салкич   | 4–6, 6–4, 1–6      |
| Перемога  | 11.  | 13 жовтня 2008  | Сеттімо-Сан-П'єтро, Італія | Ґрунт      | Валентіна Сульпіціо   | 6–1, 6–3           |
| Перемога  | 12.  | 18 жовтня 2009  | Мадрид, Іспанія            | Ґрунт      | Дія Евтімова          | 6–1, 6–3           |
| Поразка   | 15.  | 5 квітня 2010   | Чивітавекк'я, Італія       | Ґрунт      | Рената Ворачова       | 3–6, 3–6           |
| Поразка   | 16.  | 7 серпня 2010   | Монтероні-д'Арбія, Італія  | Ґрунт      | Ліана Унгур           | 5–7, 1–6           |
| Поразка   | 17.  | 10 грудня 2012  | Джибуті (місто), Джибуті   | Тверде     | Яна Сізікова          | 2–6, 6–4, 4–6      |
| Поразка   | 18.  | 8 квітня 2013   | Іракліон, Греція           | Килим      | Карін Кеннель         | 1–6, 6–3, 3–6      |
| Поразка   | 19.  | 6 травня 2013   | Пула (Італія), Італія      | Ґрунт      | Софія Ковалець        | 4–6, 6–1, 4–6      |

### Парний розряд (16–14)
| Результат | Ранг | Дата              | Турнір                          | Покриття | Партнерка           | Суперниці                              | Рахунок             |
| --------- | ---- | ----------------- | ------------------------------- | -------- | ------------------- | -------------------------------------- | ------------------- |
| Перемога  | 1.   | 2 травня 1999     | Мальє, Італія                   | Ґрунт    | Сільвія Дісдері     | Штефані Гайднер Хорхеліна Торті        | 6–0, 2–6, 6–2       |
| Поразка   | 1.   | 25 червня 2000    | Монтемор-у-Нову, Португалія     | Ґрунт    | Джулія Меруцці      | Вікторія Курм Елоді ле Бескон          | 6–4, 4–6, 6–7(4–7)  |
| Поразка   | 2.   | 27 серпня 2000    | Кунео, Італія                   | Ґрунт    | Сільвія Дісдері     | Марія Елена Камерін Мара Сантанджело   | 5–7, 2–6            |
| Перемога  | 2.   | 17 вересня 2000   | Мадрид, Іспанія                 | Ґрунт    | Ельза Морель        | Марілен Лузі Лучія Таллова             | 7–6(7–5), 6–1       |
| Поразка   | 3.   | 8 серпня 2001     | Бат, Англія                     | Тверде   | Зузі Бенш           | Катерина Сисоєва Наталія Єгорова       | 6–7(4–7), 6–7(4–7)  |
| Перемога  | 3.   | 3 вересня 2001    | К'єті, Італія                   | Ґрунт    | Джулія Меруцці      | Мішелл Саммерсайд Джейн Вайт           | 6–4, 6–1            |
| Поразка   | 4.   | 10 вересня 2001   | Мадрид, Іспанія                 | Ґрунт    | Соня Дельгадо       | Кільдін Шевальє Стефані Коен-Алоро     | 6–2, 2–6, 2–6       |
| Перемога  | 4.   | 27 вересня 2001   | Сполето, Італія                 | Ґрунт    | Сільвія Дісдері     | Штефані Гайднер Лусіана Масанте        | 6–4, 7–5            |
| Перемога  | 5.   | 14 жовтня 2001    | Катанія, Італія                 | Ґрунт    | Ніна Братчикова     | Джорджія Мортелло Ліза Тоньєтті        | 6–2, 5–7, 7–6(10–8) |
| Поразка   | 5.   | 19 листопада 2001 | Майорка, Іспанія                | Ґрунт    | Сільвія Дісдері     | Даніела Клеменшиц Сандра Клеменшиц     | 5–7, 4–6            |
| Поразка   | 6.   | 26 листопада 2001 | Майорка, Іспанія                | Ґрунт    | Сільвія Дісдері     | Даніела Клеменшиц Сандра Клеменшиц     | 3–6, 4–6            |
| Поразка   | 7.   | 24 лютого 2002    | Валі-ду-Лобу, Португалія        | Тверде   | Джулія Меруцці      | Северін Бельтрам Амандін Дюлон         | 6–7(3–7), 2–6       |
| Поразка   | 8.   | 13 березня 2005   | Наполі, Італія                  | Ґрунт    | Джулія Меруцці      | Альберта Бріанті Штефані Гайднер       | 4–6, 3–6            |
| Перемога  | 6.   | 9 жовтня 2006     | Кастель-Гандольфо, Італія       | Ґрунт    | Валентіна Сульпіціо | Джорджа Мортелло Ліза Тоньєтті         | 6–2, 6–1            |
| Перемога  | 7.   | 10 березня 2007   | Куарту-Сант'Елена, Італія       | Тверде   | Валентіна Сульпіціо | Ліза Сабіно Андреа Зівеке              | 7–6(7–2), 7–6(7–4)  |
| Поразка   | 9.   | 25 березня 2007   | Каїр, Єгипет                    | Ґрунт    | Валентіна Сульпіціо | Галина Фокіна Еліна Гасанова           | 5–7, 1–6            |
| Перемога  | 8.   | 15 жовтня 2007    | Сеттімо-Сан-П'єтро, Італія      | Ґрунт    | Валентіна Сульпіціо | Стефанія К'єппа Валентіна Сассі        | 6–1, 6–4            |
| Перемога  | 9.   | 22 жовтня 2007    | Аугуста (муніципалітет), Італія | Ґрунт    | Валентіна Сульпіціо | Летіція Ло Ре Анна Ремондіна           | 6–1, 6–1            |
| Перемога  | 10.  | 19 квітня 2008    | Барі, Італія                    | Ґрунт    | Альберта Бріанті    | Штефані Фогт Полона Герцог             | 6–3, 6–3            |
| Поразка   | 10.  | 3 серпня 2008     | Бад-Заульгау                    | Ґрунт    | Клодін Шоль         | Сімона Добра Тереза Гладікова          | 1–6, 6–4, [8–10]    |
| Поразка   | 11.  | 1 вересня 2008    | Мартіна-Франка, Італія          | Ґрунт    | Валентіна Сульпіціо | Елена Пйоппо Ліза Сабіно               | 6–3, 4–6, [7–10]    |
| Перемога  | 11.  | 6 жовтня 2008     | Реджо-Калабрія, Італія          | Ґрунт    | Валентіна Сульпіціо | Ніколе Клеріко Патріція Майр-Ахлайтнер | 6–2, 6–3            |
| Поразка   | 12.  | 8 червня 2009     | Кампобассо, Італія              | Ґрунт    | Валентіна Сульпіціо | Хорхеліна Краверо Фредеріка Пієдаде    | 3–6, 4–6            |
| Перемога  | 12.  | 6 травня 2013     | Пула, Італія                    | Ґрунт    | Мартіна Карегаро    | Ліза Сабіно Анналіза Бона              | 6–2, 6–3            |
| Перемога  | 13.  | 17 травня 2013    | Пула, Італія                    | Ґрунт    | Мартіна Карегаро    | Ерін Рутліфф Керол Чжао                | 6–2, 5–7, [10–7]    |
| Перемога  | 14.  | 29 липня 2013     | Роверето, Італія                | Ґрунт    | Мартіна Карегаро    | Ольга Янчук Шанталь Шкамлова           | 3–6, 6–4, [10–6]    |
| Поразка   | 13.  | 3 березня 2014    | Анталія, Туреччина              | Ґрунт    | Мартіна Карегаро    | Естель Касіно Мартіна Кубічикова       | 7–6, 2–6, [7–10]    |
| Перемога  | 15.  | 10 березня 2014   | Пула, Італія                    | Ґрунт    | Мартіна Карегаро    | Маша Зец-Пешкірич Кім Грайдек          | 6–3, 5–7, [10–8]    |
| Поразка   | 14.  | 28 квітня 2014    | Пула, Італія                    | Ґрунт    | Мартіна Карегаро    | Дьяна Бузян Клаудія Джовіне            | 2–6, 4–6            |
| Перемога  | 16.  | 21 червня 2014    | Чивітавекк'я, Італія            | Ґрунт    | Мартіна Карегаро    | Алекса Гуарачі Саллі Пірс              | 6–4, 6–4            |